# Los de abajo (película de 1940)
Los de abajo (conocida también como Con la División del Norte) es una película mexicana de 1940 dirigida por Chano Urueta, basada en la novela homónima de Mariano Azuela. Esta protagonizada por Miguel Ángel Ferriz, Esther Fernández, Isabela Corona y Domingo Soler.

## Trama
Durante la época de la Revolución mexicana, donde los pobres hartos de vivir en la miseria y de aguantar las atrocidades que cometían los federales, deciden seguir a uno de los suyos, el general Demetrio Macías, un ladrón que aprendió artimañas en la cárcel y quien junto a «La Pintada» decide llevar a su pueblo a la victoria. Liderados por el capitán Anastacio Montañez, el recién formado ejército de campesinos toma como código de honor saquear las casas para repartir las riquezas.

## Reparto
- Miguel Ángel Ferriz como Demetrio Macías
- Esther Fernández como Camila
- Isabela Corona como La Pintada
- Domingo Soler como Anastasio Montañéz
- Carlos López Moctezuma como El Curro (Luis Cervantes)
- Alfredo del Diestro como El Güero Margarito
- Beatriz Ramos como Mujer de Demetrio
- Emma Roldán como Mamá de Camila
- Emilio Fernández como Pancracio
- Raúl Guerrero como La Godorniz
- Miguel Inclán como El Meco
- Eduardo Arozamena como Venancio
- Alfonso Bedoya como El Manteca
- Raúl de Anda como General Pánfilo Natera
- Ernesto Cortázar como Teniente federal
- Max Langler como Primer indio
- Pedro Galindo como Segundo indio
- Antonio Bravo como Sr. Solís
- Manuel Buendía como Sargento (no acreditado)
- Guillermo Calles como Villista (no acreditado)
- Enrique Carrillo como Soldado federal (no acreditado)
- Carmen Delgado (no acreditado)
- Adria Delhort (no acreditado)
- Manuel Dondé como Soldado federal desertor (no acreditado)
- Sofía Haller como Esposa de don Monico (no acreditado)
- Consuelo Segarra como Anciana con casa humilde (no acreditada)